# Fascismi nel mondo
Per fascismi nel mondo si intende la diffusione dei partiti e delle dittature fasciste nei vari Paesi del mondo, assumendo diverse caratteristiche sfumature nei vari contesti, dalla nascita del fascismo italiano nel 1919 fino alla fine della seconda guerra mondiale nel 1945. Durante gli anni '20 e '30 il regime fascista italiano ne sostenne la diffusione sia ideologicamente sia concretamente, tramite finanziamenti (dai Nazisti in Germania agli Integralisti in Brasile) e talvolta anche appoggio militare (Ustascia in Croazia, Falangisti in Spagna). 
Con il termine di fascismi si intende un fenomeno internazionale, nel quale, pur nelle differenziazioni e nelle molteplicità delle specificità locali, si possono identificare alcune matrici comuni derivanti da un modello unico. In Italia, la teoria è sostenuta dallo storico Enzo Collotti che, in antitesi con gli storici Renzo De Felice in Italia e Karl Dietrich Bracher in Germania, sostiene l'idea dell'esistenza di un fenomeno generale del fascismo in Europa all'interno di una categoria unificante, non riconducibile semplicisticamente alla teoria del totalitarismo. 

## Storia
Quando in Italia nell'ottobre 1922 il Partito Nazionale Fascista giunse al potere, nel resto dell'Europa (comprese Francia e Regno Unito), ma anche del mondo, non si guardò a esso con sfavore, soprattutto per il suo impegno come argine al bolscevismo sovietico e l'eversione. Nacquero così una serie di movimenti che si ispirarono in qualche maniera al fascismo, soprattutto in Europa, ma anche in America del Sud. Conquistarono il potere negli anni '30 in Germania, Austria, Grecia, Portogallo e Spagna.
Nel 1933 con i Comitati d'Azione per l'Universalità di Roma si tentò di avviare una sorta di "internazionale fascista", che proseguì nel 1934 con il congresso fascista internazionale a Montreux, in Svizzera.
Alcuni di questi partiti fascisti andarono al potere nel proprio paese nel corso della seconda guerra mondiale, durante l'occupazione delle potenze dell'Asse (tra gli altri Croazia, Romania, Norvegia).

## Americhe
In America Latina in quasi tutti i Paesi nacquero movimenti parafascisti negli anni trenta: il Movimento Nazional Socialista del Cile, la Falange Socialista Boliviana, la Falange Cubana.
In Brasile s'ispirò al fascismo l'Azione Integralista Brasiliana, ma anche in Argentina ci fu la Lega Repubblicana e lo stesso Perón in qualche modo per il peronismo si ispirò a quanto aveva visto in Italia da addetto militare, sebbene la sua ideologia non possa esser definita fascista in senso stretto. In Nord America fu attiva l'Unione Canadese dei Fascisti e la Legione d'argento d'America (Stati Uniti), mentre in America Centrale le camicie dorate messicane.
In Argentina il Partito Fascista Argentino fu costituito nel giugno del 1932 con sede nel sobborgo di Buenos Aires Avellaneda. I seguaci pubblicavano una rivista dal titolo "Camicia Negra" con tendenze antisemite mutuate dal nazismo.

## Asia

### Giappone
Regime fascista famoso fu il fascismo giapponese.

### Vicino Oriente
Nel mondo arabo furono attivi vari partiti di ispirazione nazionalista e fascista, come il Partito del Giovane Egitto, il Nadi al-Muthanna in Iraq e il Partito Nazionalista Sociale in Siria. Nel Mandato britannico della Palestina era presente un movimento sionista revisionista di estrema destra (nucleo da cui uscirono gruppi come Irgun e Banda Stern), l'ultranazionalista Brit Ha'Birionim, che nonostante l'antisemitismo di buona parte del resto del mondo fascista, si considerava un "partito fascista ebraico", che si scontrò sia con i nazisti che con i sionisti democratici e socialisti, gli inglesi e gli arabi, e fu caratterizzato anche dall'anticomunismo.

## Europa

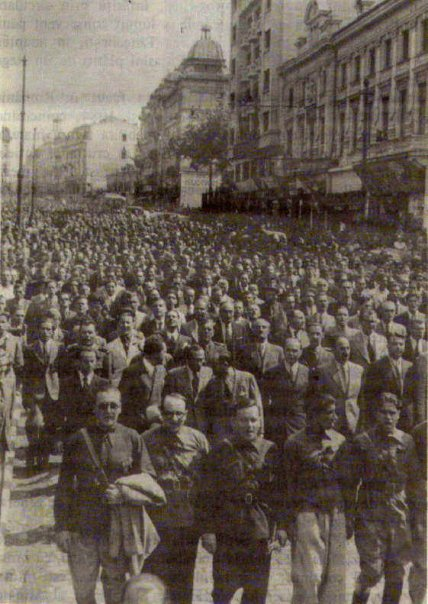
Una manifestazione del movimento fascista cristiano Guardia di Ferro in Romania nel 1933

In seguito, durante il periodo di massima diffusione e consenso del regime fra il 1925 e il 1935, il miglioramento dell'immagine dell'Italia nel mondo portò perfino diverse personalità del pensiero democratico (fra cui Winston Churchill e il Mahatma Gandhi) a esprimere simpatia per Benito Mussolini e il suo regime.
D'altro canto l'esperienza fascista non mancò di provocare in Europa (e non solo) movimenti fascisti e filofascisti di emulazione, per lo più ideologica e di immagine. Nel resto d'Europa, come già detto, furono molti i movimenti fascisti e filofascisti che si svilupparono e, soprattutto nell'Europa orientale, ma anche in Portogallo e Spagna salirono al potere.
In molti casi tuttavia la somiglianza col fascismo italiano fu solo epidermica, legata a certi stilemi (saluto romano, colore scuro delle camicie e manifestazioni di massa), al culto del capo e della violenza e a un feroce anticomunismo. In altri casi si verificarono anche gemellaggi con la dottrina sociale, filosofica e politica vera e propria.
Nel 1934 fu convocato il congresso fascista di Montreux in Svizzera, con i rappresentanti delle organizzazioni fasciste europee.
| Austria        | In Austria ci fu il Fronte Patriottico, fondato da Engelbert Dollfuss, che salì al potere nel 1932; nel 1933 sciolse gli altri partiti e ne fece arrestare i deputati instaurando un breve regime conservatore e autoritario. Il regime austriaco, apertamente nazionalista e vicino ad alcune posizioni tipiche dei fascisti, stipulò con l'Italia un patto di alleanza. Tuttavia fu contrario all'Anschluss e decisamente antinazista. Nel 1934 Engelbert Dollfuss fu ucciso durante un tentativo di colpo di Stato da parte di nazisti austriaci. La politica di Dollfuss fu portata avanti ancora dal suo collaboratore Kurt Alois von Schuschnigg fino all'annessione (1938) dell'Austria al Terzo Reich. Questo forma di autoritarismo è stata da alcuni storici definita austrofascismo. Tuttavia vi sono storici che ritengono non sia possibile parlare di fascismo in merito al regime di Dollfuss, definendolo invece come una dittatura "clerico-conservatrice" o "semi-fascista". Altri parlano di regime autoritario costituente "un compromesso tra il cattolicesimo politico e il fascismo della Heimwehr". |
| Belgio         | Il rexismo, movimento belga francofono filofascista e cristiano di Léon Degrelle, ottenne anche discreti risultati elettorali. Poi collaborò con i nazisti dopo l'occupazione del Paese e addirittura combatté contro i russi nelle file della SS fino al 30 aprile 1945 nella 28. SS-Freiwilligen-Grenadier-Division der SS "Wallonien". Anche l'Unione nazionale fiamminga fondata da Staf De Clercq nel 1933 e la Légion Nationale fondata da Paul Hoornaert nel 1922 possono essere accostate al fascismo. La prima collaborò con gli nazisti dal 1940 in poi, la seconda invece si unì alla Resistenza belga. |
| Bulgaria       | In Bulgaria il re Boris III nel 1934 stabilì un regime autoritario apartitico volto a evitare il coinvolgimento delle masse nella politica, ma l'attivismo fascista rimase fenomeno di minor rilievo. |
| Cecoslovacchia | La Cecoslovacchia fu la sola democrazia funzionante a est della Germania del periodo tra le due guerre fino al suo smembramento nel 1938-1939. Vi erano comunque due partiti apertamente fascisti: la Comunità fascista nazionale, nazionalista antitedesca, e Vlajka, filonazista. |
| Grecia         | Il fascismo greco salì al potere nel 1936 con il generale Ioannis Metaxas che, abolite le libertà politiche e diversi articoli della costituzione, sospese il parlamento a tempo indeterminato e instaurò un regime dittatoriale largamente modellato sul fascismo italiano, caratterizzato dalla profonda avversione al comunismo, dalla forte censura, dal militarismo, dal culto della personalità e dal forte nazionalismo. Consapevole del pericolo portato all'indipendenza greca dalla strategia mussoliniana che mirava a fare del Mediterraneo un "lago italiano", Metaxas rimase tuttavia discosto dall'Asse in politica estera, restando piuttosto prossimo al Regno Unito (vista come unica potenza in grado di contrastare i disegni egemonici italiani nell'area) e mantenendo la neutralità allo scoppio della seconda guerra mondiale. |
| Norvegia       | In Norvegia nel 1933 fu fondato il Nasjonal Samling, che sostenne i nazisti che invasero nel 1940 il Paese. Il suo capo Vidkun Quisling fu nominato presidente del consiglio nel 1942. Nel 1945 fu giustiziato insieme ad altri due esponenti del partito, con la pena di morte reinserita per l'occasione dopo essere stata abolita nel 1815. |
| Portogallo     | In Portogallo, a partire dal 1932, sulla scia della dittatura militare instaurata pochi anni prima dal generale Carmona, il primo ministro António de Oliveira Salazar in breve tempo creò un regime (Estado Novo (Portogallo)) che, ispirato ai principi del fascismo di matrice italiana, attraversò indenne anche la seconda guerra mondiale. La dittatura cessò nel 1974, nel corso della cosiddetta rivoluzione dei garofani. |
| Romania        | Un movimento di orientamento ideologico vicino al fascismo si costituì nel 1927 su iniziativa di Corneliu Zelea Codreanu, prendendo il nome di Legione dell'Arcangelo Michele, il cui braccio armato era noto come Guardia di Ferro. Il movimento venne dichiarato illegale, insieme a tutti gli altri, nel marzo 1938, in occasione del colpo di Stato da parte del re. Successivamente lo stesso Codreanu fu condannato a morte e giustiziato. Nel 1940 la Legione tornò a vivere, benché profondamente cambiata, sotto la guida di Horia Sima, mentre il Paese passò sotto il controllo del generale Ion Antonescu che, sostituito Carol col figlio Michele, si dichiarò Conducator, cioè "duce", e pur essendo un conservatore non esitò ad affiancare la Romania alla Germania nazista nell'operazione Barbarossa. |
| Spagna         | In Spagna, dopo la lunga guerra civile (1936-1939), Francisco Franco e il partito Falange spagnola, apertamente fascista, fondarono un regime cattolico e tradizionalista durato sino al 1975. Quando era ancora in vita il Caudillo nominò Juan Carlos I di Borbone suo legittimo erede alla guida della Spagna e questi condusse il suo Paese verso un ritorno alla democrazia in maniera graduale e pressoché indolore. |
| Ungheria       | In Ungheria l'ammiraglio Horthy guidò la controrivoluzione (il partito comunista aveva preso il potere nel marzo del 1919) schierandosi a fianco delle potenze dell'Asse. Nel 1944 fu estromesso dalla rivoluzione delle Croci Frecciate, partito nazionalsocialista e apertamente filonazista. |
| Altri Paesi    | Anche in altri Paesi erano presenti dei movimenti fascisti: nel Regno Unito l'Unione Britannica dei Fascisti di Oswald Mosley, in Francia il Partito Popolare Francese dell'ex segretario giovanile comunista Jacques Doriot e movimenti minori come le Croci di Fuoco. In Jugoslavia vi furono gli Ustascia di Ante Pavelić. A San Marino, a partire dal 1922, il Partito fascista locale monopolizzò per decenni la vita politica della Repubblica. |

### Germania
Il più famoso dei movimenti fascisti fu il Partito Nazionalsocialista Tedesco dei Lavoratori (Nationalsozialistische Deutsche Arbeiterpartei) di Adolf Hitler. Seppure il suo capo avesse una genuina venerazione per Mussolini e qualche punto in comune con l'ideologia fascista, soprattutto l'anticomunismo, il nazionalismo e il culto della rivoluzione, all'inizio non aveva attratto particolari simpatie presso gli uomini del fascismo italiano; lo stesso Mussolini non mancò di mettere in ridicolo il razzismo germanico nel celebre discorso di Bari del 1934, definì il Mein Kampf "un testo illeggibile", mentre i giornali italiani espressero verso il nazismo (all'indomani della notte dei lunghi coltelli) apprezzamenti del tipo "criminali e pederasti" all'indirizzo della dirigenza nazionalsocialista. Successivamente la necessità per Mussolini di consolidare l'alleanza con la Germania fu avviata una martellante campagna propagandistica tesa a evidenziare le similitudini fra i due regimi. Tuttavia, quando fu chiaro che nell'asse Roma-Berlino l'Italia non sarebbe stato il "socio di maggioranza", nacque più o meno spontaneamente all'interno del fascismo anche una forte corrente culturale intenta a rivendicare differenze o primazie culturali e ideologiche al di là della "comunanza d'interessi".

## Dopoguerra
Dopo la seconda guerra mondiale emerse il fenomeno del neofascismo, ma anche alcuni regimi autoritari erano chiamati fascisti in maniera dispregiativa, oppure tra i loro sostenitori e membri vi erano dei neofascisti, sebbene lo Stato non avesse le caratteristiche tipiche. A parte il franchismo e l'Estado Novo, nati prima della guerra, regimi fascisti furono detti, a volte con approssimazione politica o accezione propagandistica, varie dittature militari quali il regime dei colonnelli in Grecia, il pinochetismo in Cile (sostenuto anche da un gruppo dichiaratamente neofascista, Patria y Libertad) e il Processo di riorganizzazione nazionale in Argentina. Furono coniati anche i termini fascismo clericale e, più recentemente, islamofascismo.